# Biserica Zlătari
Biserica Zlătari este un lăcaș de cult ortodox situat pe Calea Victoriei din București.

## Istoric

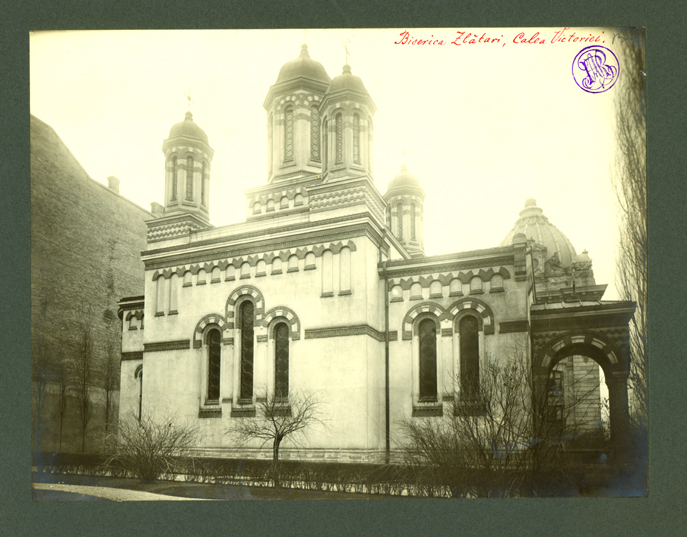
Biserica Zlătari fotografiată în primul sfert de secol XX.

În 1635 Matei Basarab a ridicat o biserică de zid înlocuind una din lemn. Aceasta a fost reconstruită de spătarul Mihai Cantacuzino în 1705. În jurul bisericii se afla hanul Zlătari, situat tot pe Calea Victoriei, între Lipscani și Stravopoleos. 
În urma stricăciunilor din timpul cutremurelor din 1802 și 1838, atât biserica cât și hanul au fost reconstruite de egumenul Calistrat Livis după planurile arhitectului Xavier Villacrosse și biserica a fost pictată de Gheorghe Tattarescu. Hanul a fost dărâmat în 1903 pentru a se mări Calea Victoriei. 
Biserica a fost restaurată din nou în 1907-1908, de arhitecții Jean Pompilian și Gr.Cerkez.
Pe data de 6 ianuarie 1932, în jurul orei 11, în biserică a fost oficiată slujba religioasă de Bobotează, la care au participat regele Carol al II-lea, principele moștenitor Mihai, patriarhul Miron Cristea și președintele Consiliului de Miniștri, Nicolae Iorga, împreună cu membrii guvernului său. După slujbă s-a format un cortegiu care a pornit până la Dâmbovița, unde conform obiceiului, o cruce a fost aruncată în apă, pentru a fi scoasă de un tânăr. După aceea, cortegiul s-a întors la biserică, unde regele și principele au asistat la defilări de drapele și trupe.
În 1971-1973 a fost reparată din nou, pentru că la cutremurul din 1940 îi căzuseră turlele. A fost apoi din nou reparată după cutremurul din 1977.
În biserică, în fața altarului, se află racla cu moaștele Sf. Mucenic Ciprian, mai exact mâna dreaptă a sfântului, considerată de creștinii ortodocși făcătoare de minuni. 
Biserica Zlătari este înscrisă pe Lista Monumentelor Istorice din București la poziția  B-II-m-B-19844.

## Galerie de imagini

Picturi murale în ulei realizate de Gheorghe Tattarescu în anul 1854
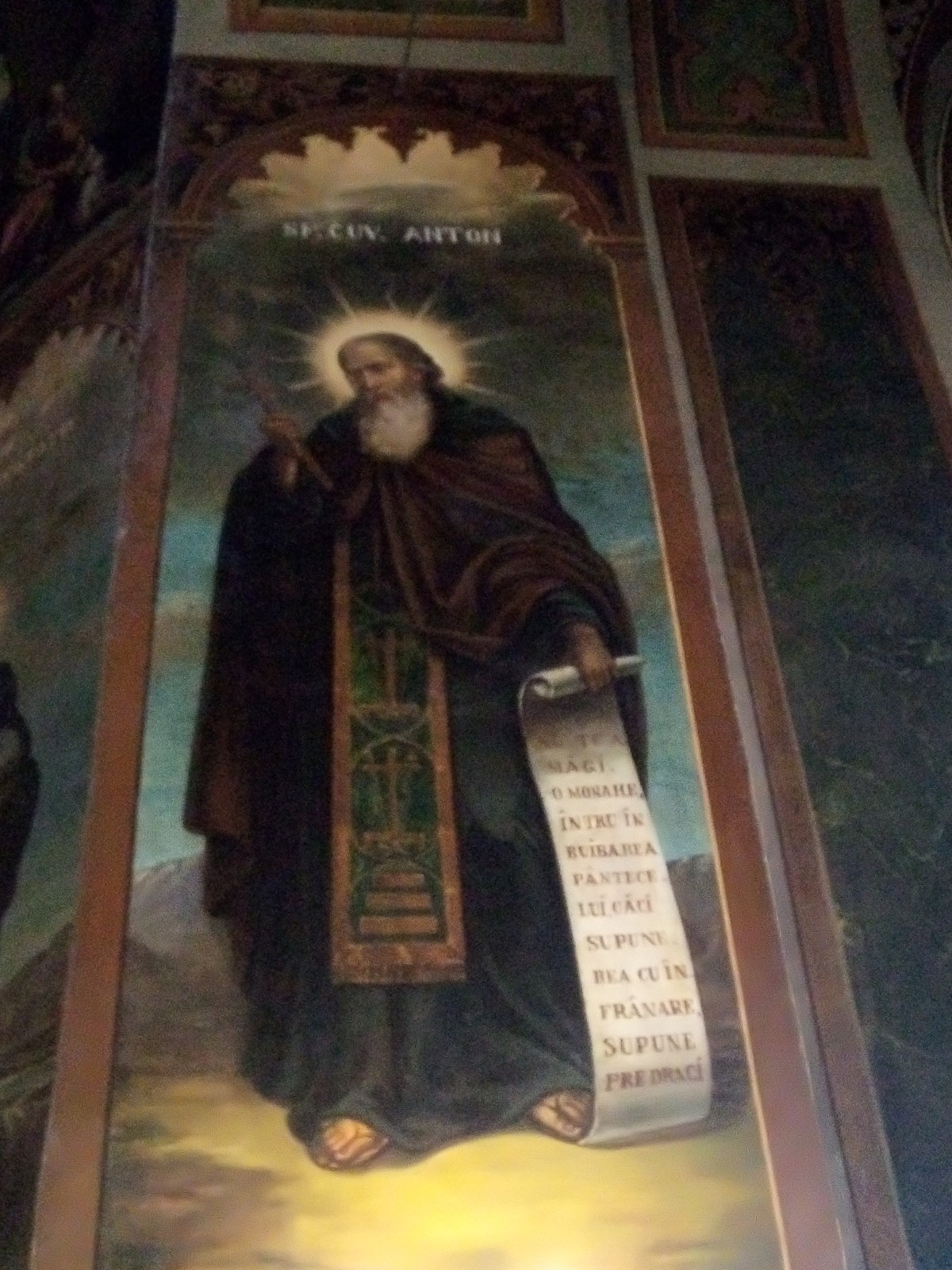
Sfântul Anton
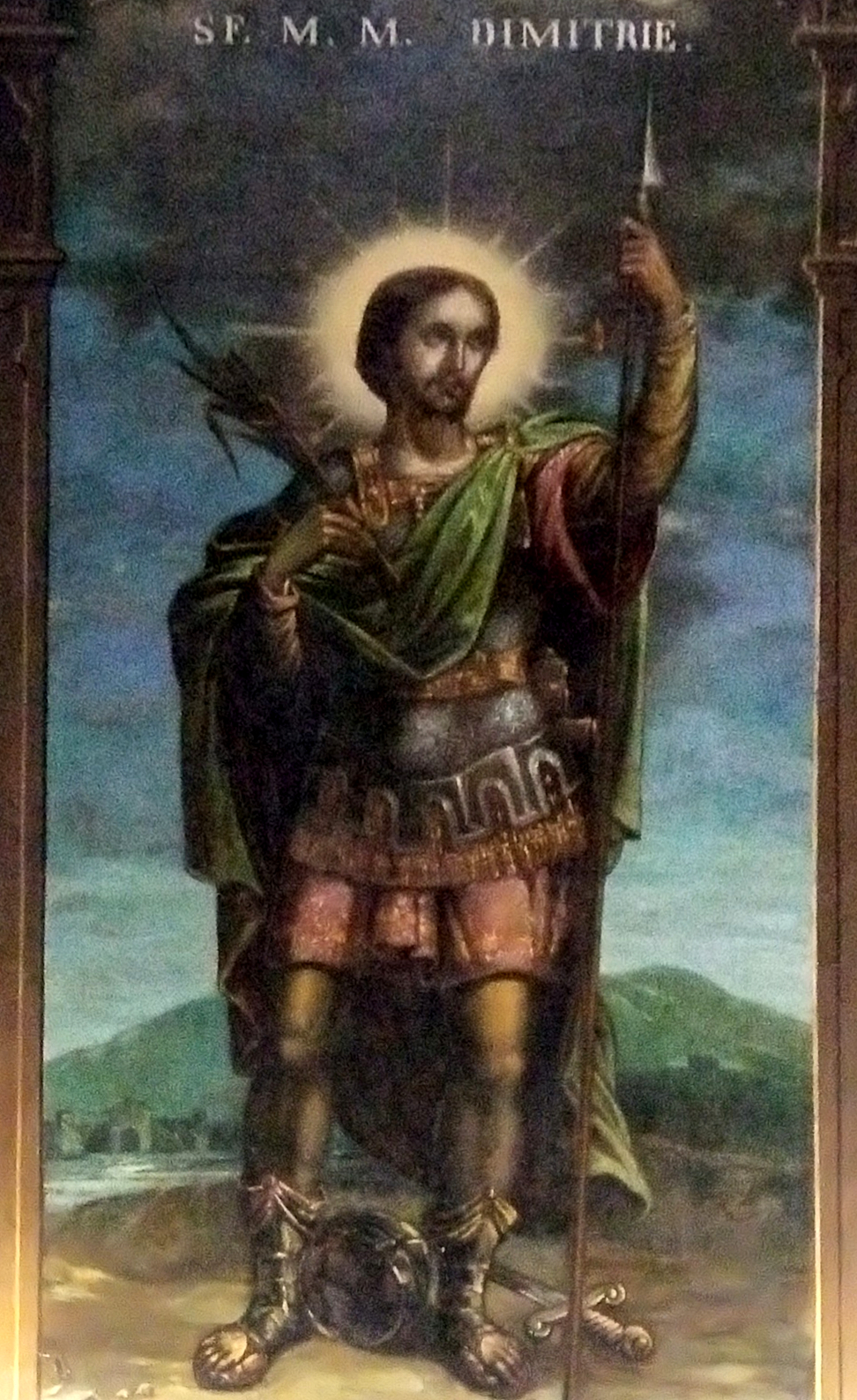
Sfântul Dimitrie
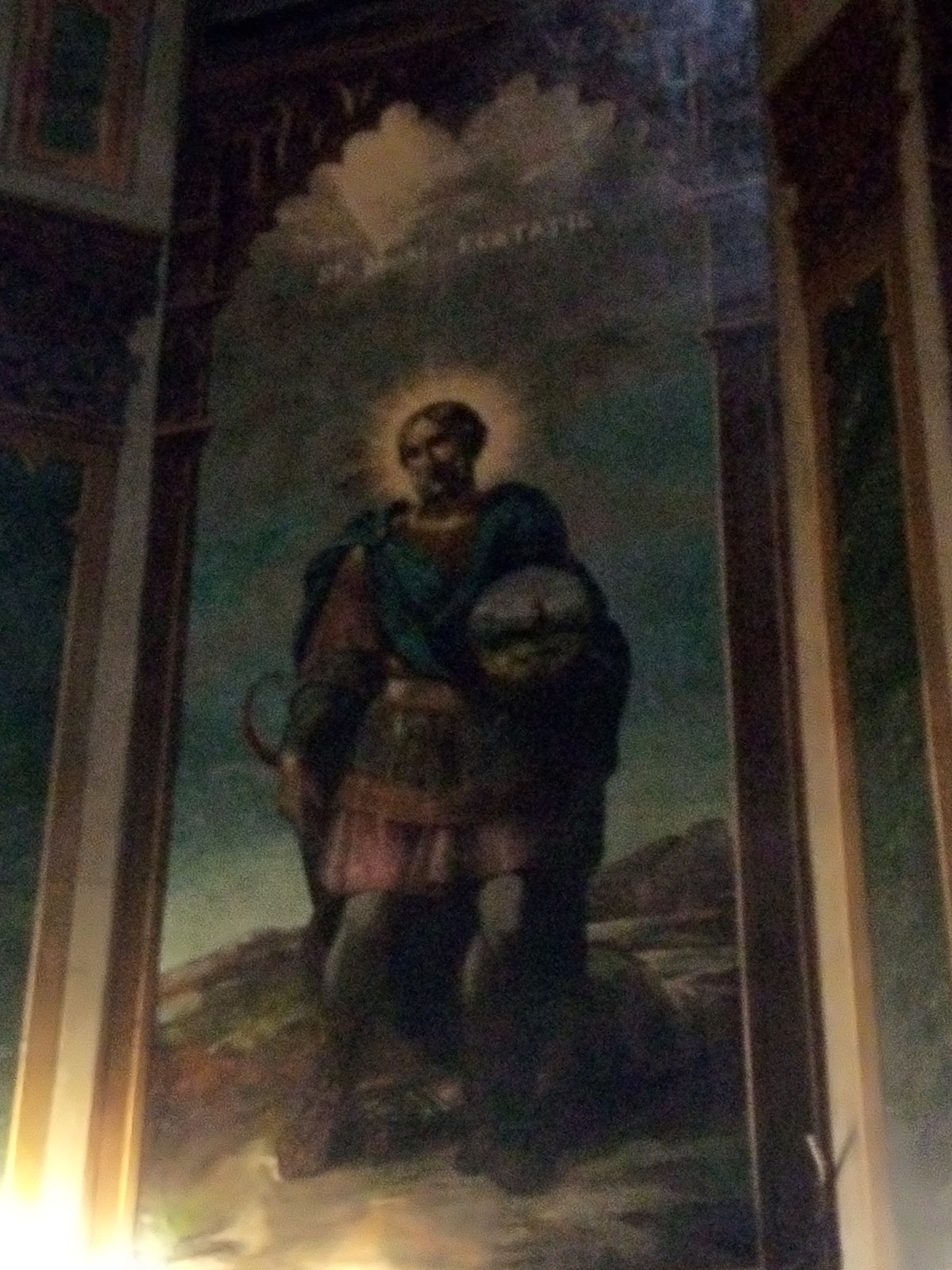
Sfântul Eustațiu
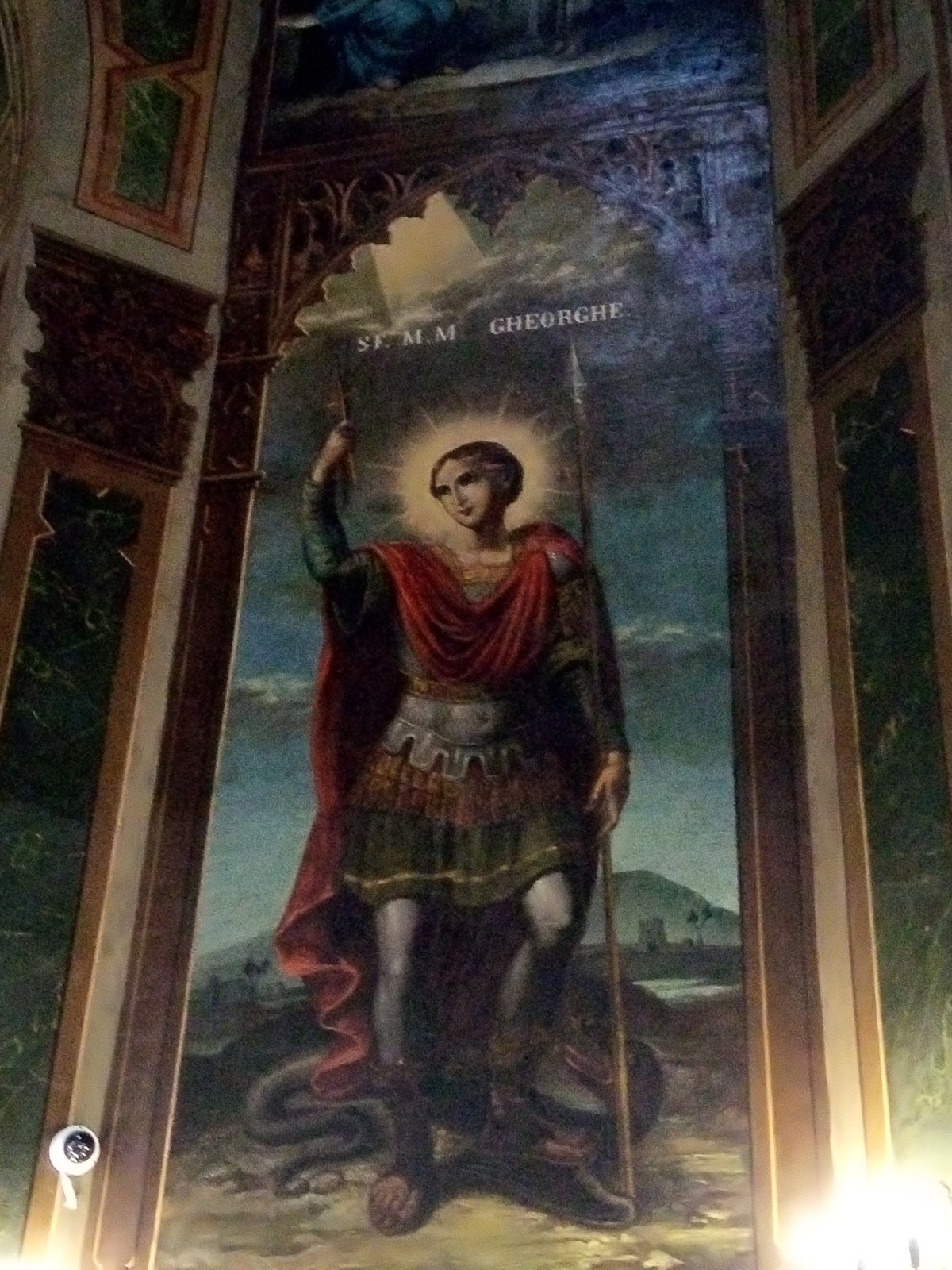
Sfântul Gheorghe
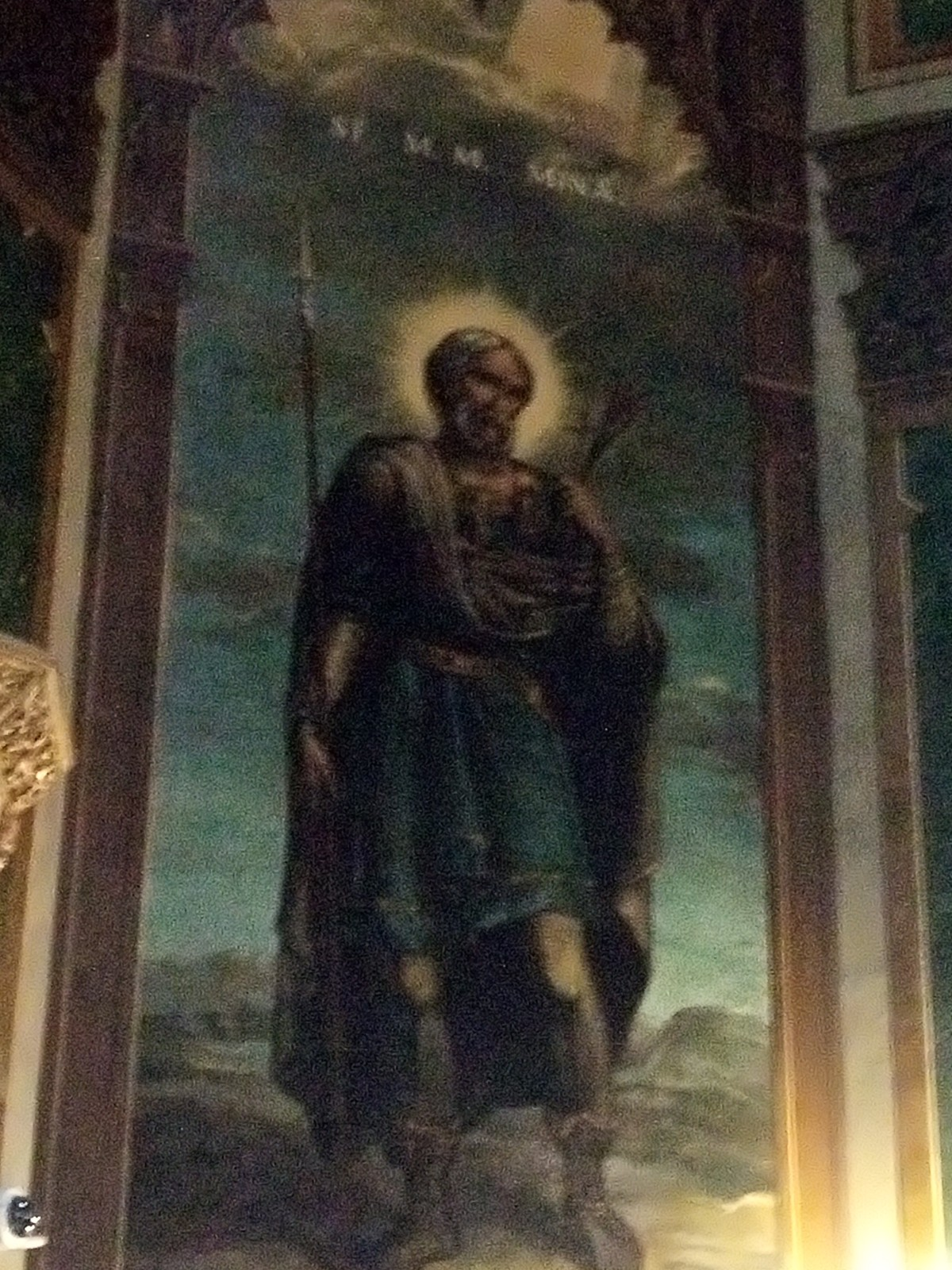
Sfântul Mina
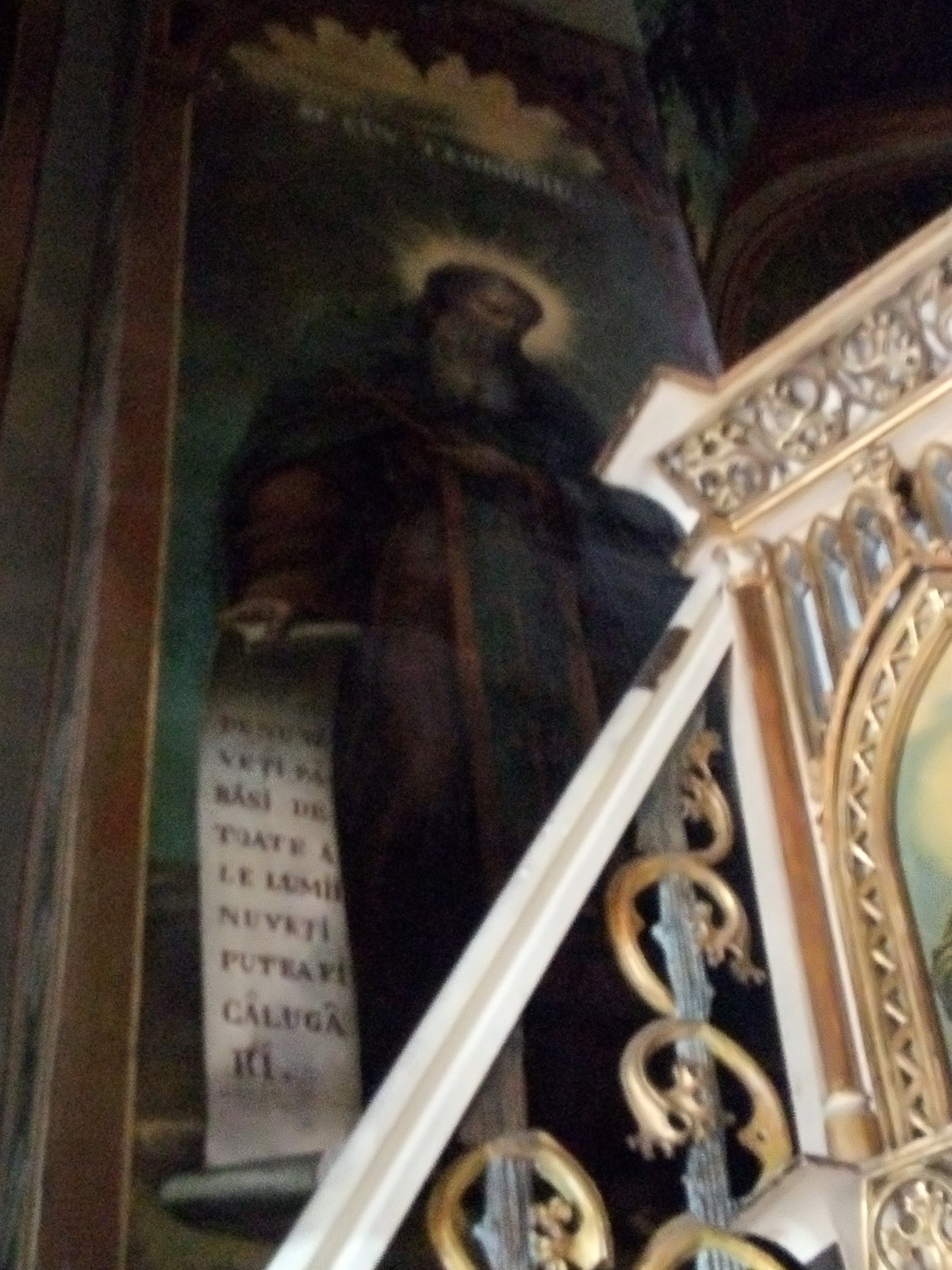
Sfântul Teodosie

Picturi murale în ulei realizate de Gheorghe Tattarescu în anul 1854
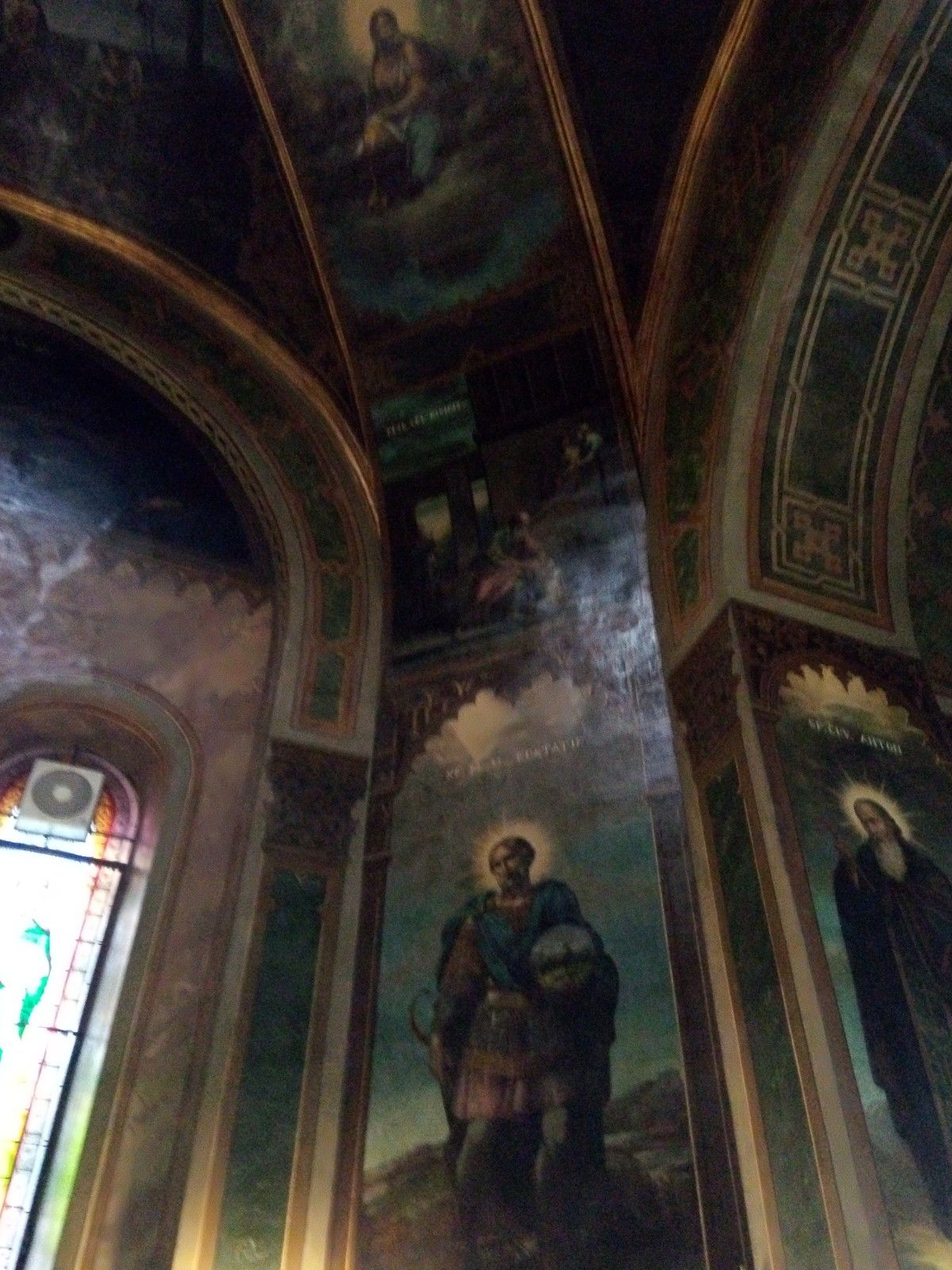
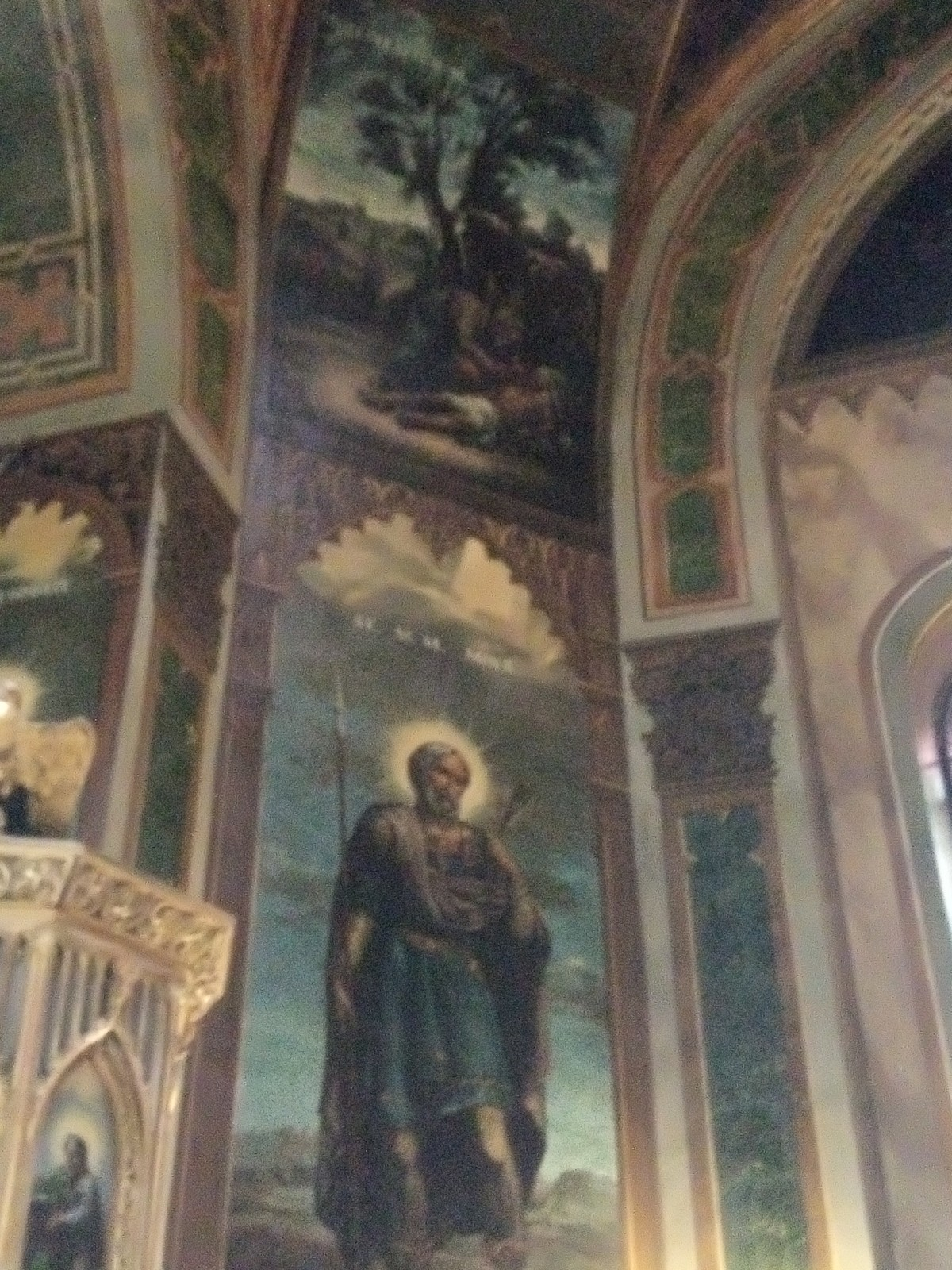
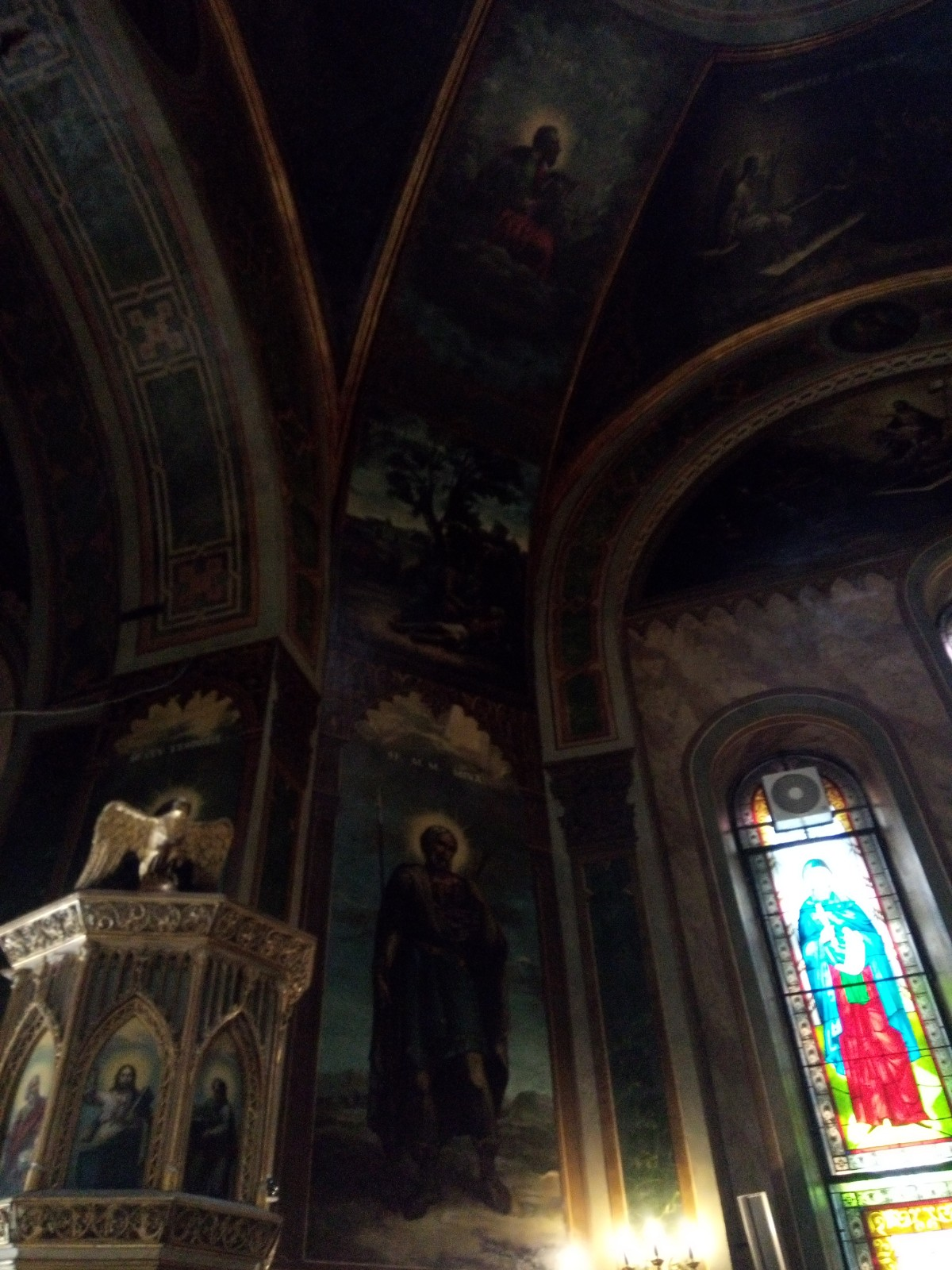
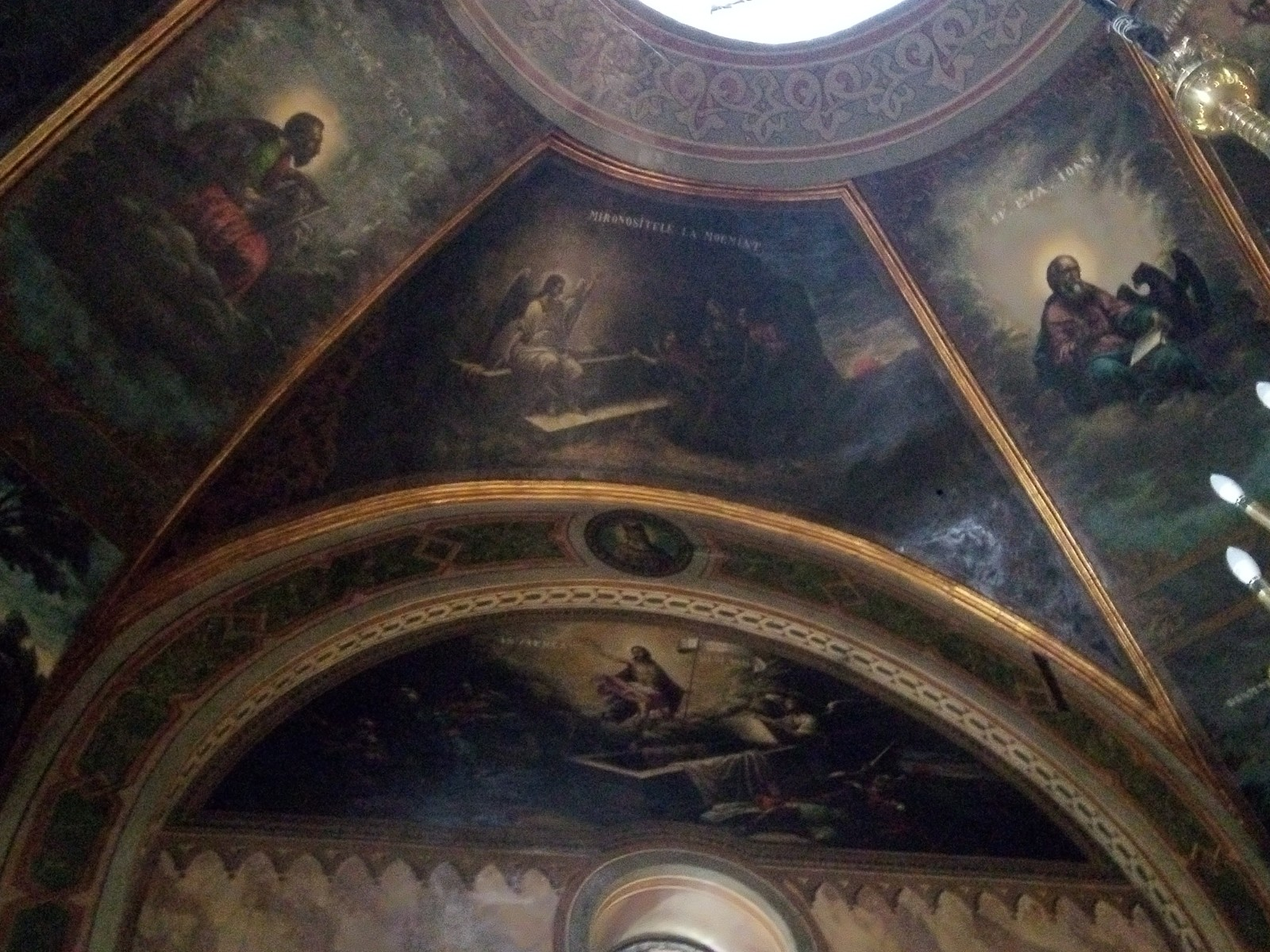
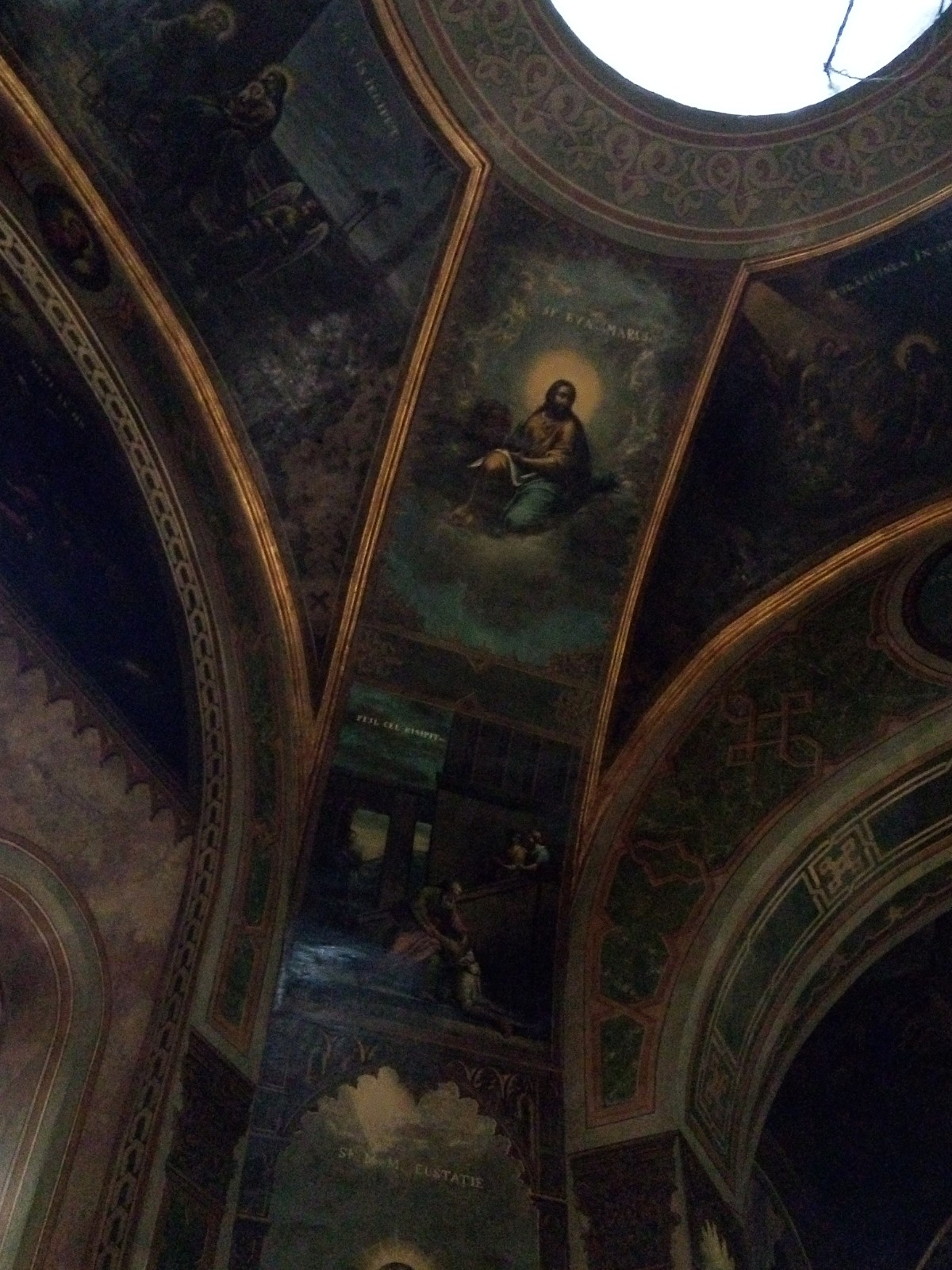
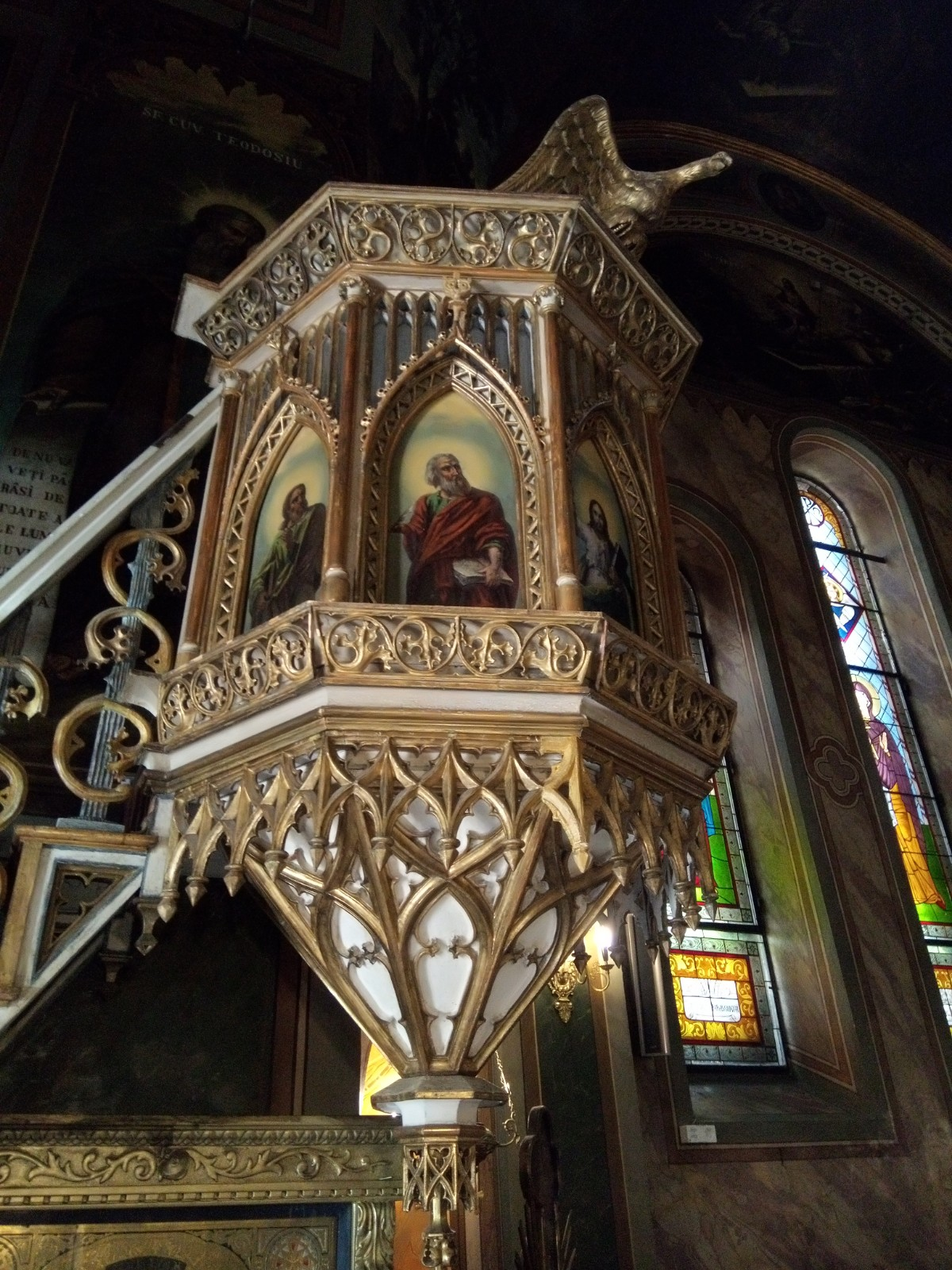
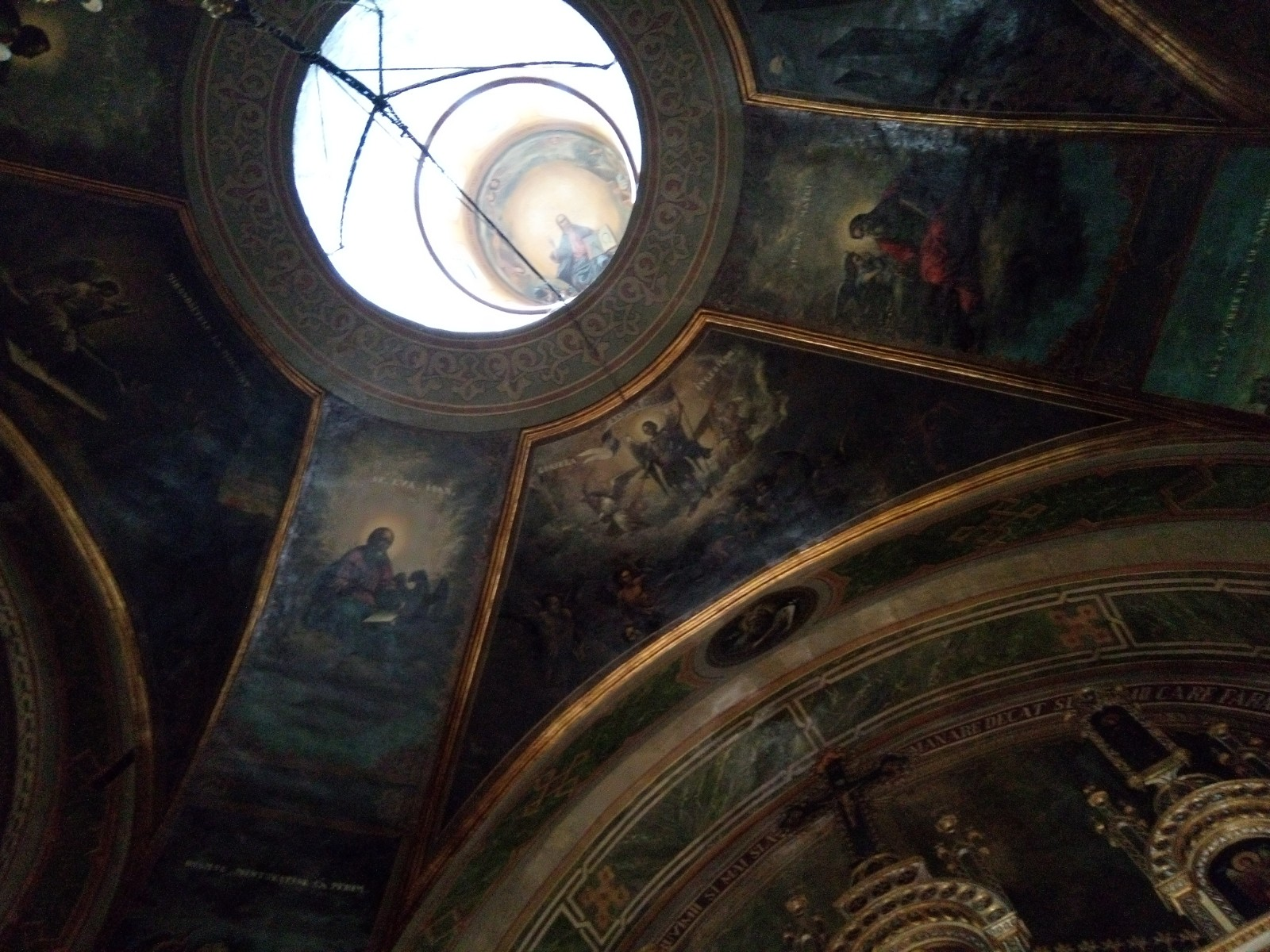
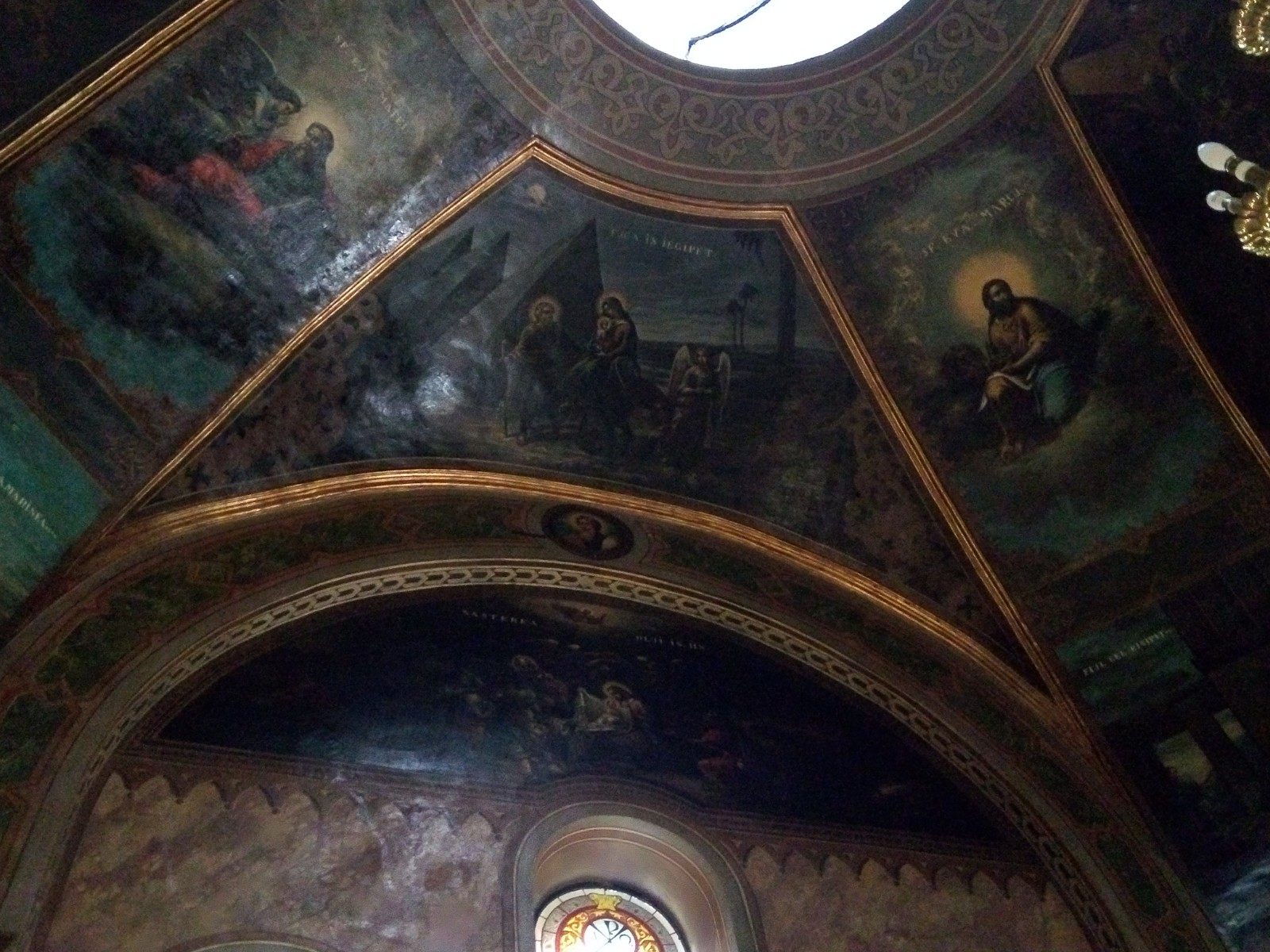
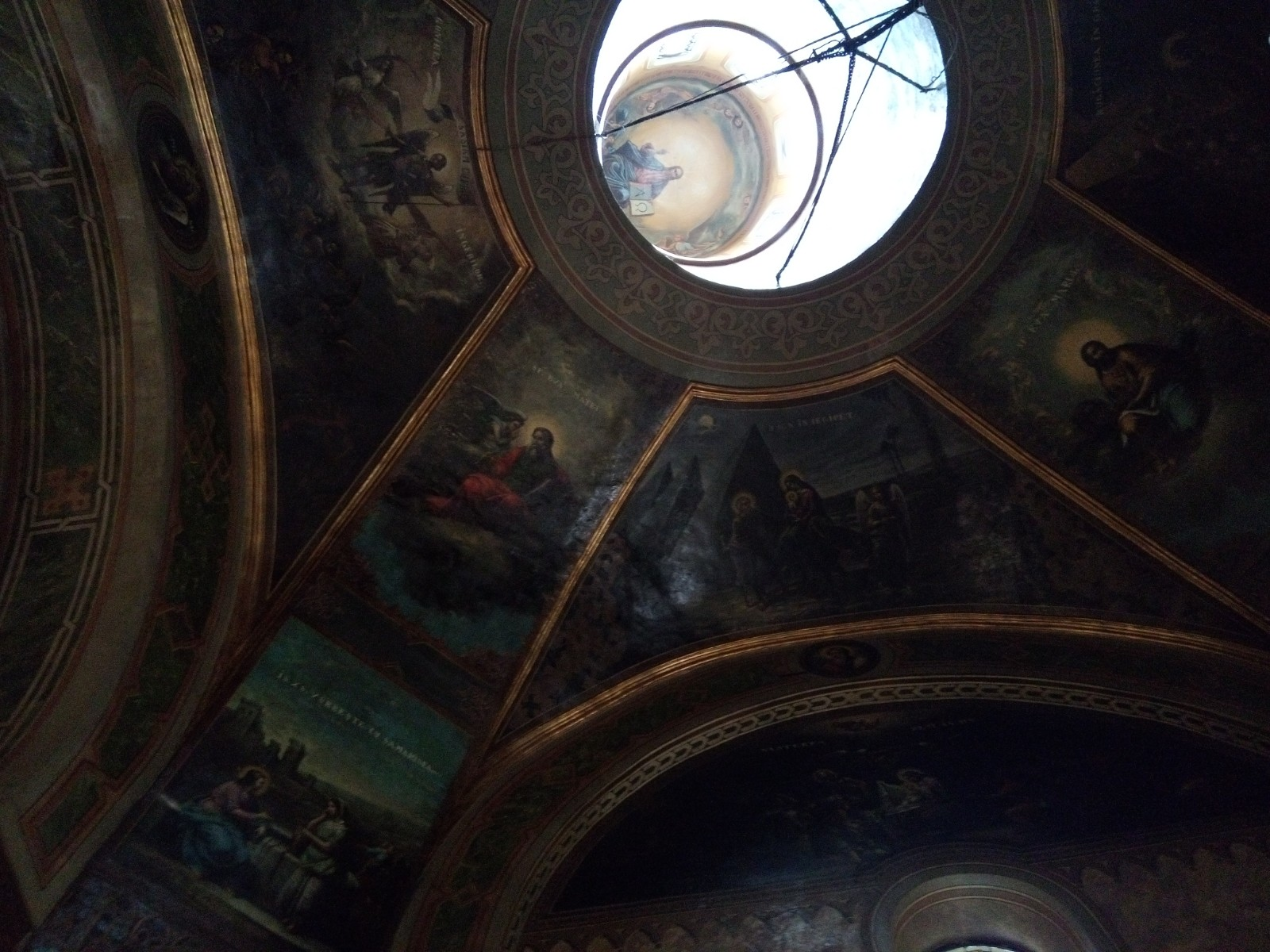
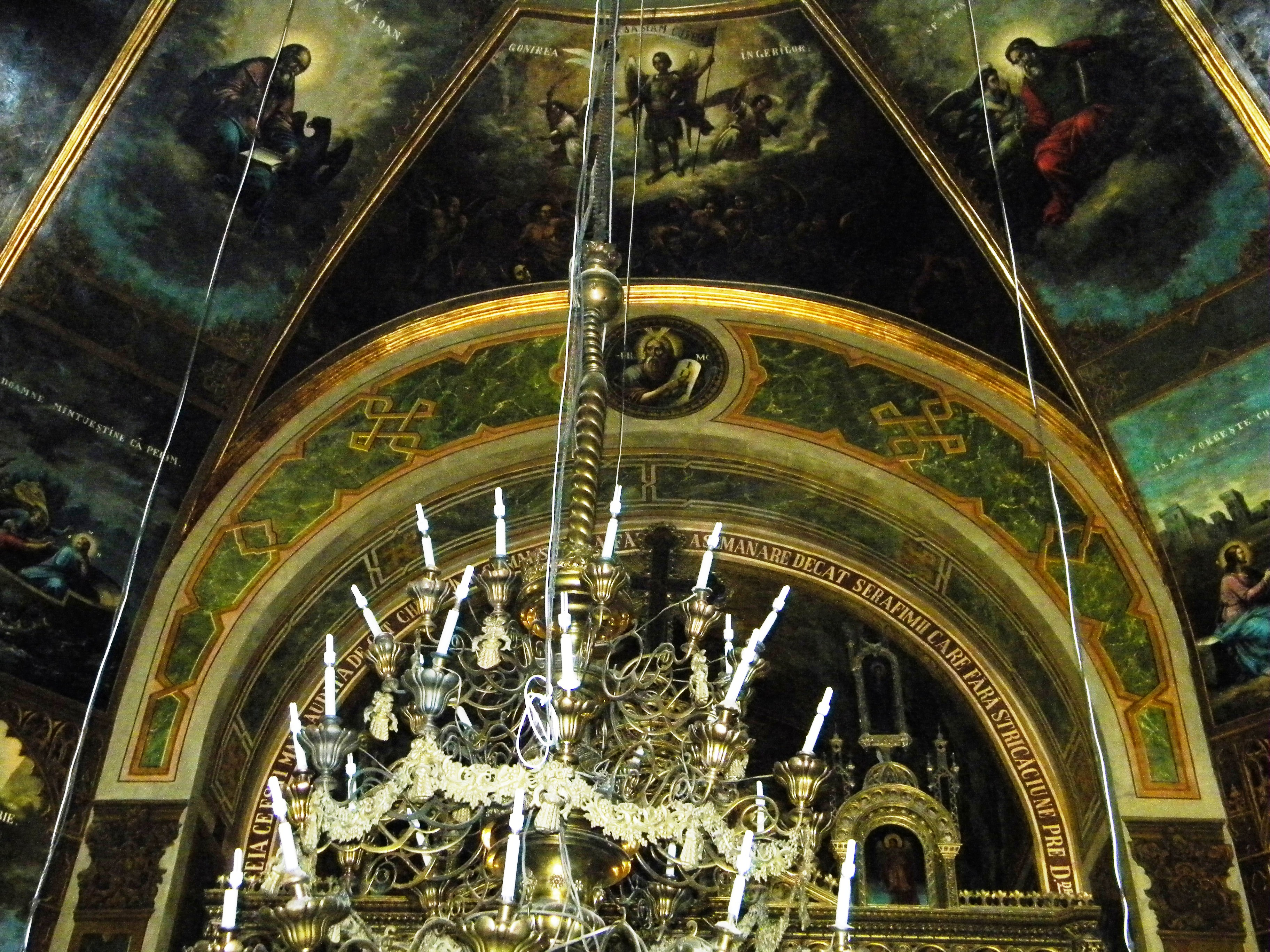

Catapeteasmă cu icoane realizate de Gheorghe Tattarescu în anul 1854
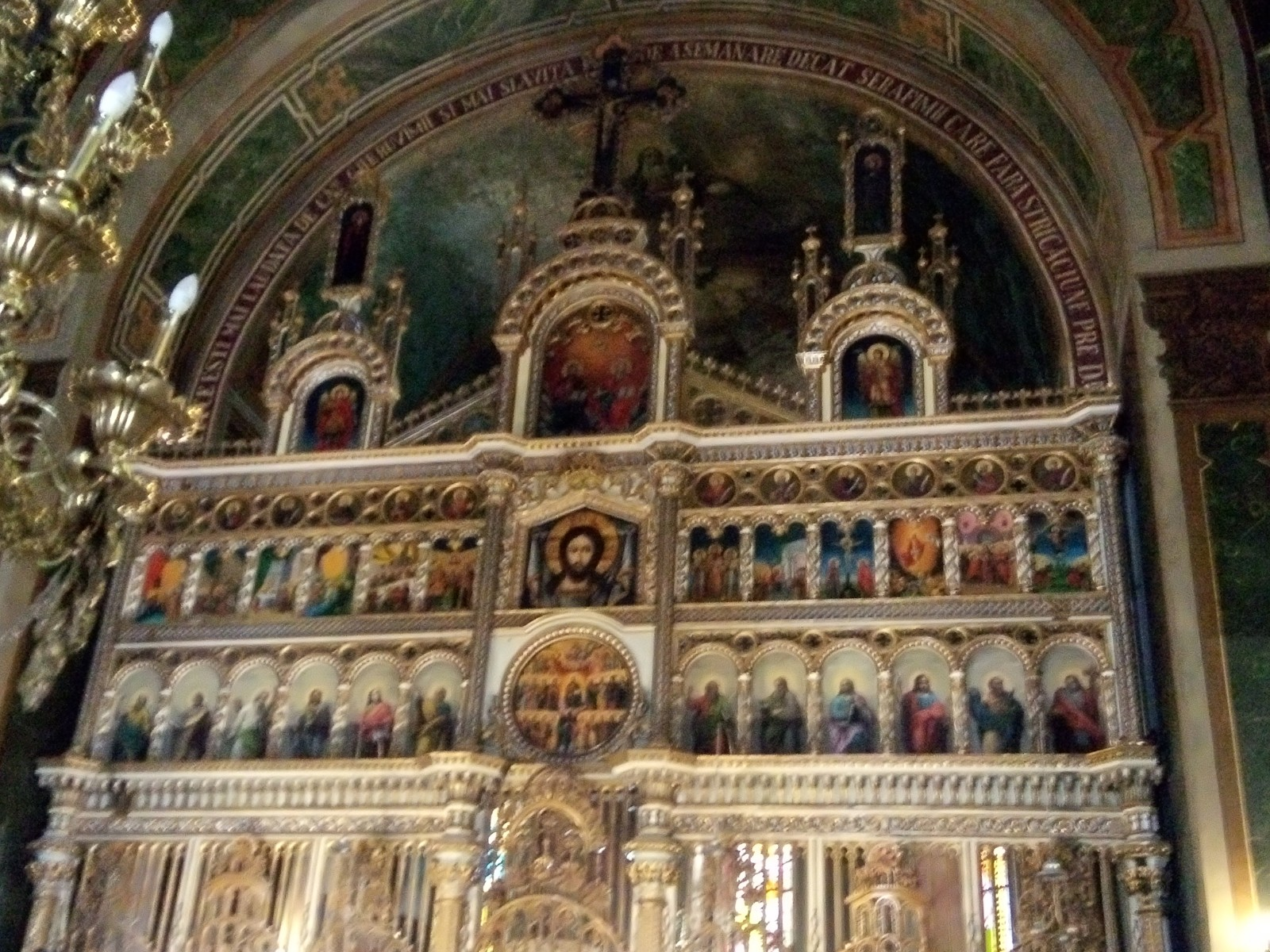
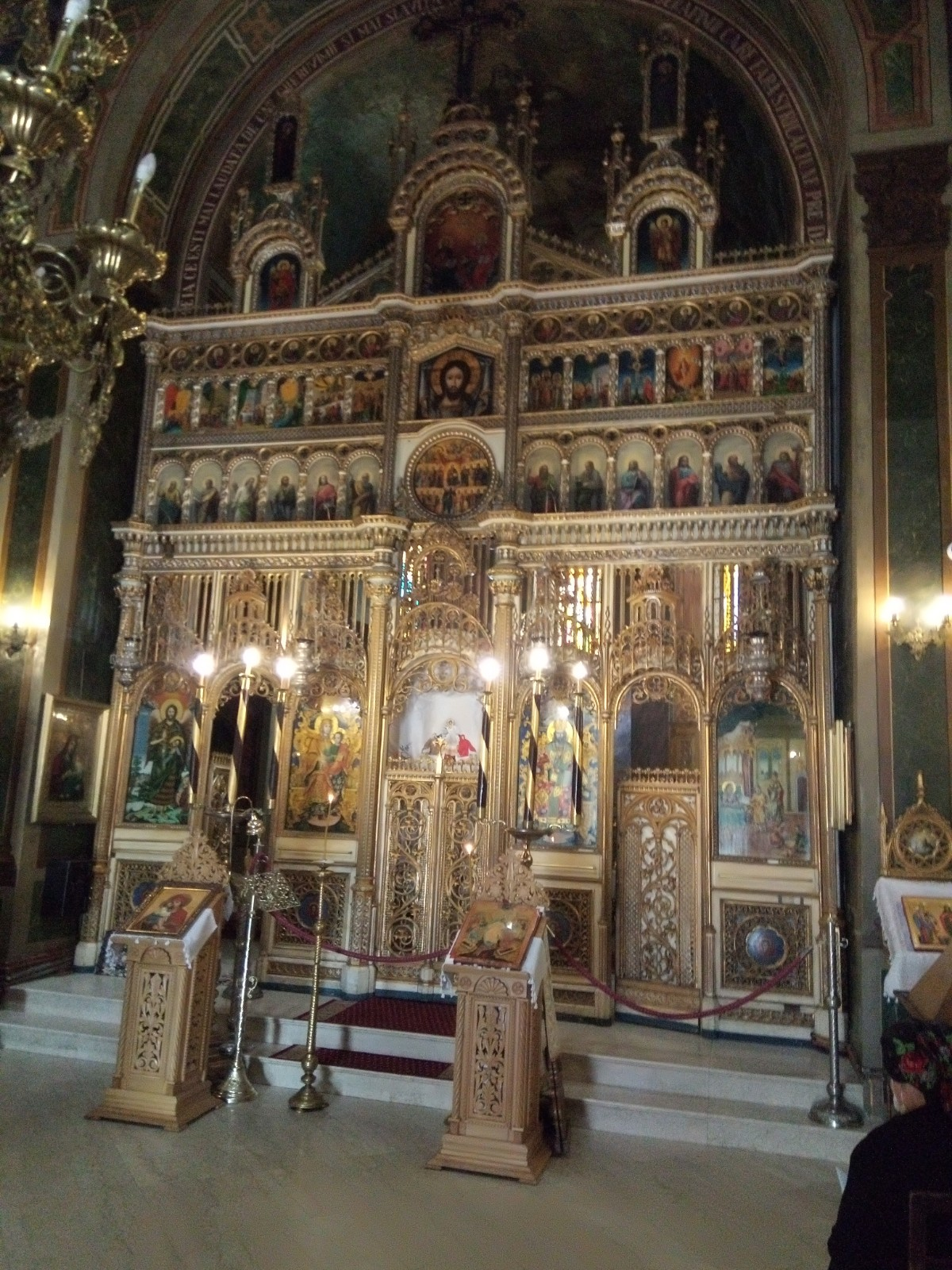
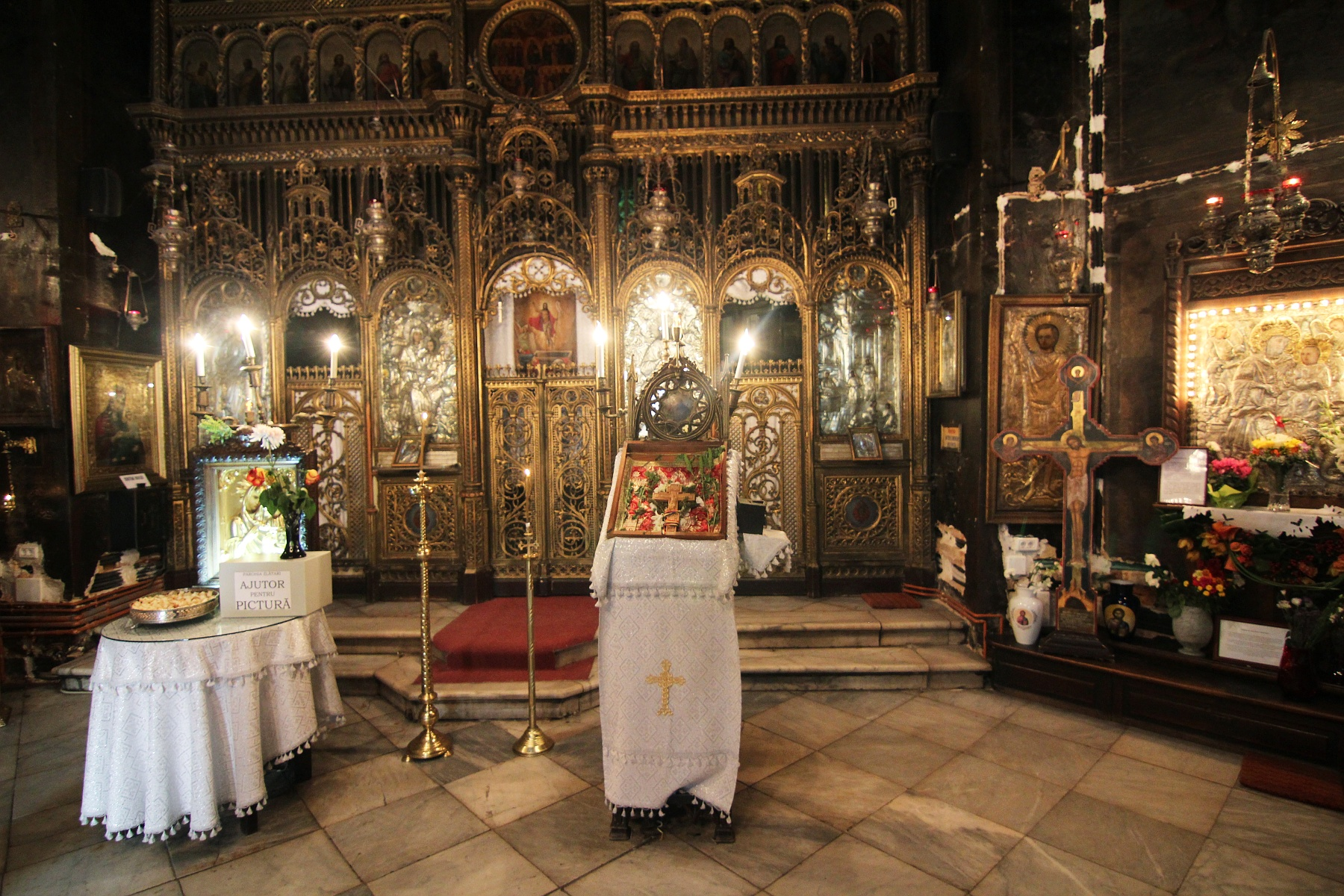
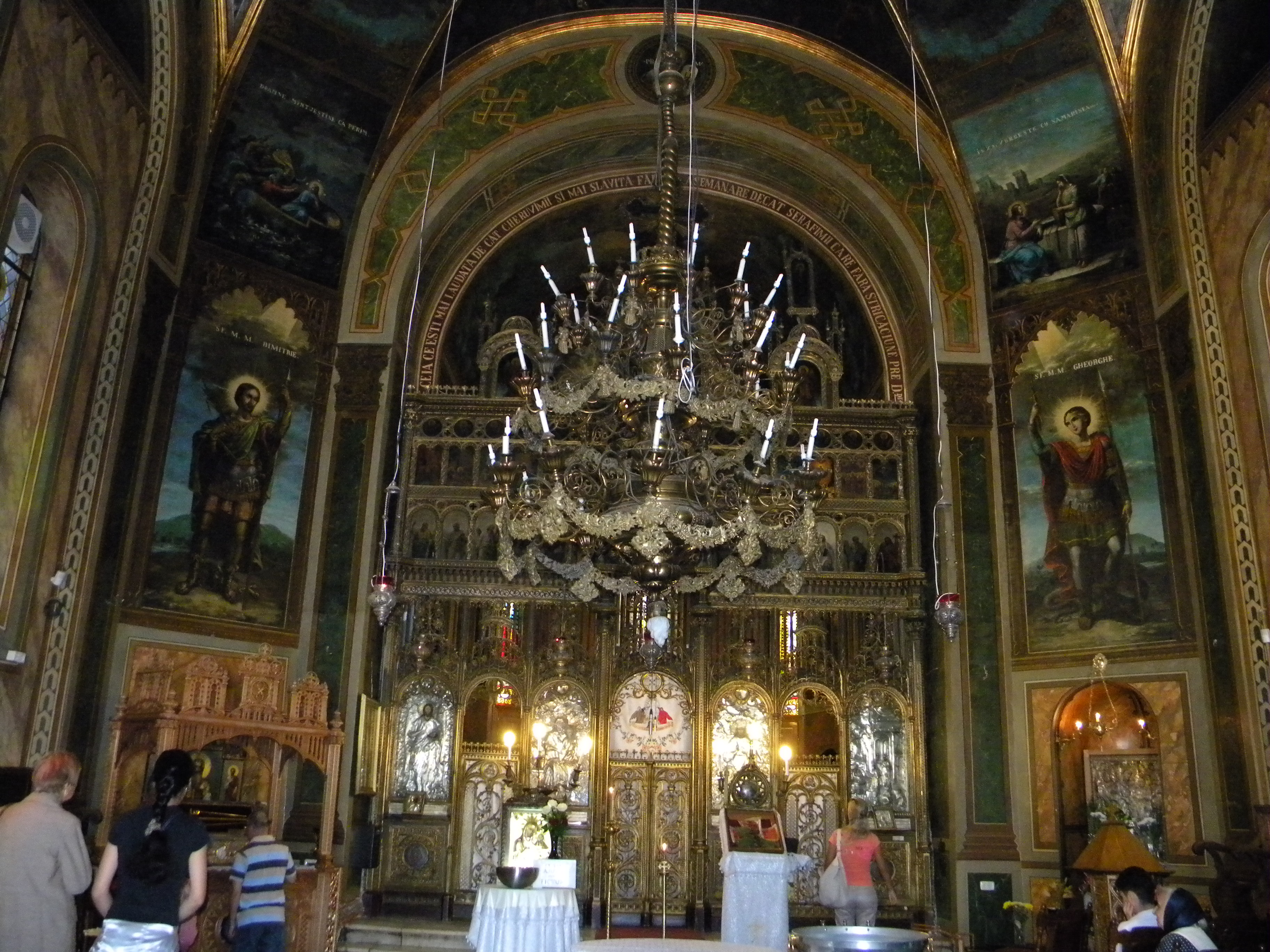